# Henning Kørvel
Henning Kørvel er en dansk journalist og jagtforfatter. Han er født i 1942 og begyndte at gå på jagt i 1958 og startede i det små med at skrive om jagt først i 1960-erne. 
Han har skrevet hundreder af artikler i "Strandjægeren", "Jagt & Fiskeri", "Dansk Jagt", "Jæger" og "Trofæ", samt udenlandske jagtmagasiner, og herudover har han skrevet en lang stribe bøger om jagt.
Den første bog "Strand- og havjagt" udkom i 1971, og i 2022 udkom hos Lindhardt & Ringhof klassikeren "Råvildt og råvildtjagt". Titlen er fra 1988, hvor bogen udkom første gang hos Aschehoug, og den er sidenhen udkommet i yderligere to oplag her, før den fik Gyldendal som forlag, der har udgivet også tre udgaver, før den i april 2022 udkom i syvende oplag hos Lindhardt og Ringhof.
Henning Kørvel driver jagt med både haglbøsse og riffel og har gennemført en lang stribe jagtrejser til bl.a., Spanien, som han indtil 2022 har besøgt cirka 150 gange.   Henning Kørvel havde en stor samling af lokkefugle  som han i 1981 overdrog til Jagt- og Skovbrugsmuseet, nu  Det Grønne Museum.